# Minna-Todenhagen-Brücke
Die Minna-Todenhagen-Brücke ist eine Stahlverbundbrücke im Berliner Bezirk Treptow-Köpenick, die oberhalb des Britzer Verbindungskanals über die Spree führt und Teil des ersten Bauabschnitts der Süd-Ost-Verbindung (SOV) zwischen der Rummelsburger Straße und der Autobahn A113 ist. Sie liegt im Verlauf der 1.246,70 Meter langen Minna-Todenhagen-Straße, die die Rummelsburger Landstraße/Rummelsburger Straße in Oberschöneweide mit der Köpenicker Landstraße auf Niederschöneweider Gebiet verbindet.

## Namensgebung
Der Arbeitstitel der Brücke lautete Spreebrücke (SOV). Die BVV Treptow-Köpenick hatte als Namensgeberin für die Brücke zunächst Mathilde Rathenau vorgeschlagen. Der Senat hat sich aber bei der Benennung der neuen Spreebrücke sowie der darauf verlaufenden Straße letztlich für den Namen Minna Todenhagen entschieden.

## Geschichte
Der Senat von Berlin hat im Zusammenhang mit dem Verkehrsausbau der innerstädtischen Autobahn einen Anschluss der Ortsteile Oberschöneweide und Niederschöneweide zur A 113 beschlossen. Um den Kraftfahrzeugverkehr nicht über die vorhandenen und teils sanierungsbedürftigen Brücken über die Spree zu leiten, entsteht gemäß dem am 27. Februar 2012 gefassten Planfeststellungsbeschluss eine neue Spreequerung, wofür der Senat 44 Millionen Euro bereitgestellt hat. Die verbleibenden Baukosten in Höhe von 4,8 Millionen Euro werden vom beteiligten Bezirk Treptow-Köpenick aufgebracht. Die Vorbereitungen für den Bau der neuen Brücke erforderten den Abriss von mehr als 30 Kleingärten und die Fällung von 100 Bäumen.
Ursprünglich war vorgesehen, mit der Übergabe der Brücke die 600 m flussabwärts verlaufende Fährlinie F11 einzustellen. Nach Nutzerprotesten gegen die Einstellung wird der Fährverkehr nun zunächst bis Ende 2018 fortgeführt und die Entwicklung der Passagierzahlen in dieser Zeit beobachtet. Über die Brücke führt die Omnibuslinie 365, die seit dem Tag der Brückeneröffnung den Bahnhof Berlin-Baumschulenweg mit dem Straßenbahnknoten Wilhelminenhofstr./Edisonstr. verbindet.
Bereits 1969 sah der damalige Generalstraßenplan von Berlin (West) an derselben Stelle eine Spreequerung als Teil einer Straßenverbindung zwischen Oberschöneweide bzw. Karlshorst und Britz vor. Demnach sollte südlich vom Hegemeisterweg im Bereich der heutigen Treskowallee eine überörtliche Hauptverkehrsstraße abzweigen, die durch die Wuhlheide verlaufend an der Rummelsburger Landstraße/Rummelsburger Straße auf die jetzige Minna-Todenhagen-Straße gestoßen und im weiteren Verlauf der übrigen Süd-Ost-Verbindung bis Späthsfelde hätte folgen sollen. Auf Höhe der Späth’schen Baumschulen war abermals eine Verzweigung in zwei Äste angedacht, die einerseits eine Verlängerung der Blaschkoallee und andererseits eine Fortsetzung der Parchimer Allee gewesen wären.

## Bau

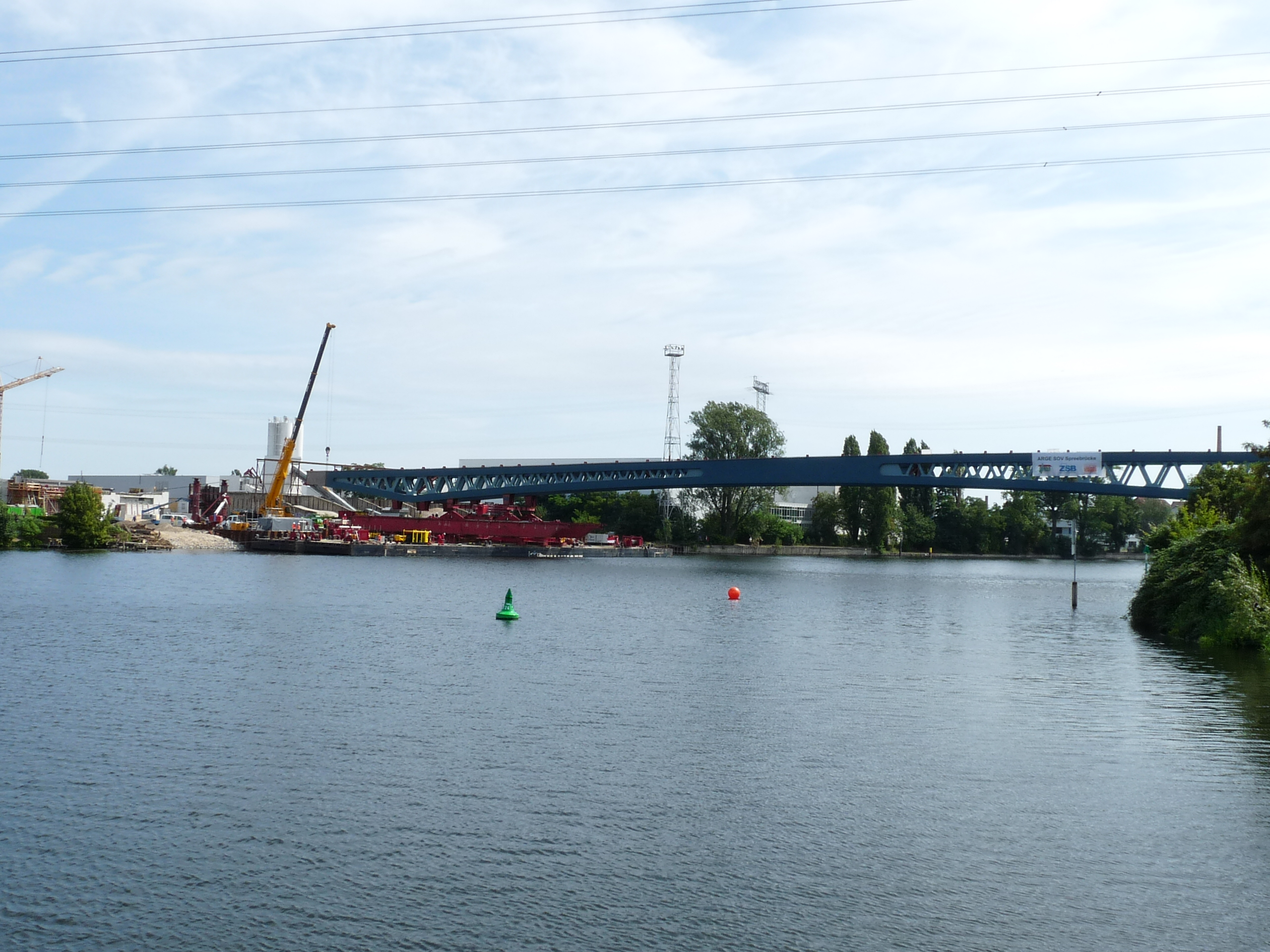
Brückenverschiebung August 2015

Eigentlicher Baubeginn war im Dezember 2013. Zuerst wurde ein in der Nähe verlaufender alter Tunnel, der von der Industriebahn Schöneweide genutzt worden war, stillgelegt und mit Material verfüllt. Danach entstanden die Widerlager, die sich auf dem früheren Betriebsgelände des VEB Kali-Chemie am Westufer der Spree in Niederschöneweide und auf dem Gewerbegebiet Oberschöneweide am Ostufer befinden.
Am 26. August 2015 wurden die beiden 157 m voneinander entfernten Lagerpunkte an den beiden Ufern mit dem ersten Brückenteil über die Spree verbunden. Bei dieser Aktion kam es zu einer Havarie, bei der ein sechs, andere Quellen sprechen von neunzig, Tonnen schwerer Träger eines Brückenteils abstürzte.
In der Folge mussten die Bauarbeiten unterbrochen werden, und eine Ursachensuche wurde – allerdings ergebnislos – eingeleitet. Der ursprüngliche Fertigstellungstermin Ende 2016 war damit aber hinfällig.
Am 8. Juni 2016 wurde der zweite Überbau innerhalb nur eines Tages komplett über die Spree geschoben.
Die Inbetriebnahme der Straßenverbindung einschließlich der Brücke fand am 21. Dezember 2017 statt.

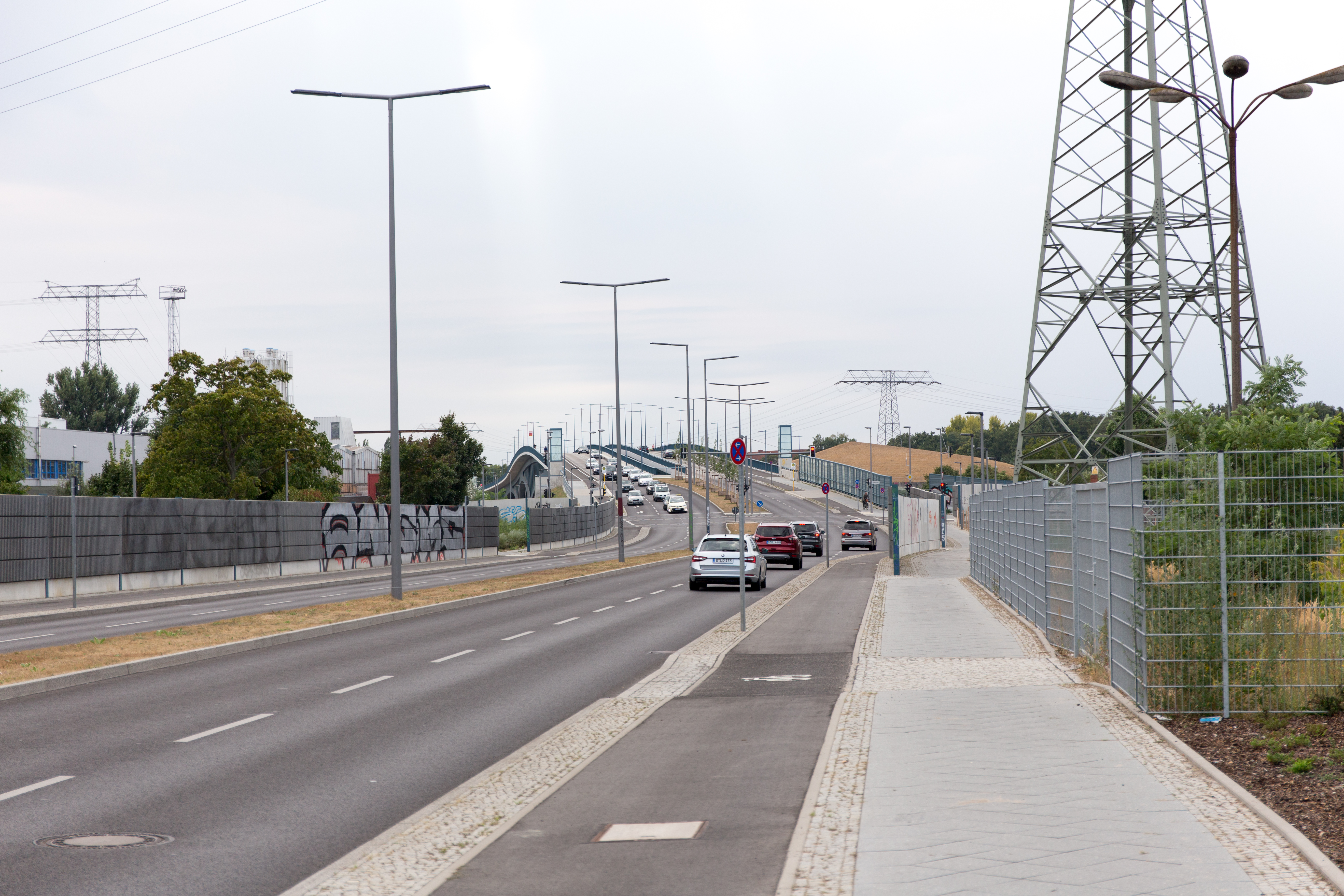
Minna-Todenhagen-Brücke in Richtung Niederschöneweide

## Brückenarchitektur
Die Brücke besteht aus zwei nebeneinanderliegenden fünffeldrigen gevouteten stählernen Durchlaufträgern mit aufgesetzter Betonfahrbahnplatte. Jeder Träger überführt eine Richtungsfahrbahn mit zwei Fahrstreifen, Radweg und Gehsteig und ist 420 Meter lang. Zwischen den beiden Trägern wird ein Abstand von 3,9 Meter Breite gelassen, das Brückenauge.
Bei den Widerlagern der Brücke befinden sich als architektonische Ausschmückung jeweils auf beiden Seiten der Fahrbahnen 6,5 Meter hohe Lichtstelen, die das Ende der Brücke betonen sollen.